# Phrynosoma blainvillii
Espèce
Synonymes
- Phrynosoma ochoterenai Terron, 1932

Statut CITES
Phrynosoma blainvillii est une espèce de sauriens de la famille des Phrynosomatidae.

## Répartition
Cette espèce se rencontre :
- aux États-Unis en Californie ;
- au Mexique en Basse-Californie et en Basse-Californie du Sud.

## Étymologie
Cette espèce est nommée en l'honneur d'Henri-Marie Ducrotay de Blainville.

## Publication originale
- Gray, 1839 : Reptiles in Richardson & al., 1839 : The zoology of Captain Beechey's voyage; comp. from the collections and notes made by Captain Beechey, the officers and naturalist of the expedition, during a voyage to the Pacific and Behring's Straits performed in His Majesty's ship Blosso, p. 1-180 (texte intégral).